# Championnats d'Europe juniors d'athlétisme 2011
Navigation
Championnats d'Europe juniors 2009 Édition suivante
Les 21es Championnats d'Europe juniors d'athlétisme se déroulent à Tallinn en Estonie du 21 au 24 juillet 2011 au stade de Kadriorg sous l'égide de l'Association européenne d'athlétisme.

## Organisation

### Participants
Les compétitions mettent aux prises 954 athlètes issus de 47 nations. Deux détenteurs de records du monde juniors y participent : le lanceur de javelot letton Zigismunds Sirmais et la perchiste suédoise Angelica Bengtsson qui ont tous deux améliorés les meilleures marques mondiales de leur spécialité en 2011. L'Allemagne dispose du plus grand contingent avec 85 athlètes, suivie de la France (65), du Royaume-Uni (57), de l'Espagne (55), de l'Italie (53) et de la Russie (50). L’Estonie, pays organisateur, est représenté par 27 athlètes.

### Mascotte
Les trois mascottes de cette édition se nomment Citi, Alti et Forti, adaptation en estonien de la devise latine des Jeux olympiques : Citius, Altius, Fortius et sont trois étoiles représentant les trois familles de discipline athlétique, les lancers, les sauts et les courses.

## Résultats

### Hommes
| Épreuves                 | Or                                                                              | Argent                                                                              | Bronze                                                                           |
| ------------------------ | ------------------------------------------------------------------------------- | ----------------------------------------------------------------------------------- | -------------------------------------------------------------------------------- |
| 100 m vent : +0,3 m/s    | Jimmy Vicaut 10 s 07 (SB)                                                       | Adam Gemili 10 s 41                                                                 | David Bolarinwa 10 s 46                                                          |
| 200 m                    | David Bolarinwa 21 s 07 (PB)                                                    | Pierre Vincent 21 s 22 (PB)                                                         | Jeffrey John 21 s 24                                                             |
| 400 m                    | Marcell Deák-Nagy 45 s 42 (NR)                                                  | Nikita Uglov 46 s 01 (PB)                                                           | Michele Tricca 46 s 09 (PB)                                                      |
| 800 m                    | Pierre-Ambroise Bosse 1 min 47 s 14                                             | Žan Rudolf 1 min 47 s 73 (PB)                                                       | Johan Rogestedt 1 min 47 s 88                                                    |
| 1 500 m                  | Adam Cotton 3 min 43 s 98                                                       | Thomas Solberg Eide 3 min 44 s 70                                                   | Alexander Schwab 3 min 44 s 82 (PB)                                              |
| 5 000 m                  | Gabriel Navarro 14 min 07 s 06 (PB)                                             | Bartosz Kowalczyk 14 min 07 s 17 (PB)                                               | Jonathan Hay 14 min 07 s 78                                                      |
| 10 000 m                 | Gabriel Navarro 30 min 2 s 18 (SB)                                              | Emmanuel Lejeune 31 min 35 s 19                                                     | Szymon Kulka 31 min 50 s 13                                                      |
| 110 m haies 99 cm        | Jack Meredith 13 s 50                                                           | Andrew Pozzi 13 s 57                                                                | Rahib Mammadov 13 s 78                                                           |
| 400 m haies              | Varg Königsmark 49 s 70 (CR)                                                    | Stef Vanhaeren 50 s 01 (PB)                                                         | José Reynaldo Bencosme de Leon 50 s 30 (PB)                                      |
| 3 000 m steeple          | Ilgizar Safiulin 8 min 37 s 94 (CR)                                             | Muhammet Emin Tan 8 min 46 s 74 (PB)                                                | Martin Grau 8 min 48 s 79 (PB)                                                   |
| 10 000 m marche          | Hagen Pohle 40 min 43 s 73                                                      | Ihor Lyashchenko 41 min 10 s 43 (SB)                                                | Luís Alberto Amezcua 41 min 34 s 13 (PB)                                         |
| 4 × 100 m                | France Vincent Michalet Jimmy Vicaut Jeffrey John Ken Romain 39 s 35            | Royaume-Uni Dannish Walker-Khan Sam Watts Adam Gemili David Bolarinwa 39 s 48       | Pologne Konrad Donczew Kamil Supiński Kamil Bijowski Tomasz Kluczyński 40 s 42   |
| 4 × 400 m                | Italie Michele Tricca Paolo Danesini Alberto Rontini Marco Lorenzi 3 min 6 s 46 | Russie Evgeny Khokhlov Radel Kashefrazov Denis Nesmashnyy Nikita Uglov 3 min 7 s 47 | Allemagne Varg Königsmark Lukas Schmitz Lukas Hamich Johannes Trefz 3 min 8 s 56 |
| Saut en hauteur          | Nikita Anishchenkov 2,27 m                                                      | Janick Klausen 2,25 m (PB)                                                          | Gianmarco Tamberi 2,25 m (PB)                                                    |
| Saut à la perche         | Émile Denecker 5,50 m                                                           | Kévin Menaldo 5,50 m (PB)                                                           | Didac Salas 5,40 m (PB)                                                          |
| Saut en longueur         | Sergey Morgunov 8,18 m (PB)                                                     | Tomasz Jaszczuk 8,11 m (PB)                                                         | Yevgeniy Antonov 7,83 m                                                          |
| Triple saut              | Aleksandr Yurchenko 16,31 m                                                     | Murad Ibadullayev 16,25 m (PB)                                                      | Georgi Tsonov 15,90 m                                                            |
| Lancer du poids 6 kg     | Krzysztof Brzozowski 20,92 m                                                    | Daniele Secci 20,45 m                                                               | Christian Jagusch 19,80 m                                                        |
| Lancer du disque 1,75 kg | Lukas Weißhaidinger 63,83 m (PB)                                                | Danijel Furtula 63,54 m (PB)                                                        | Benedikt Stienen 62,33 m                                                         |
| Lancer du javelot        | Zigismunds Sirmais 81,53 m (CR)                                                 | Marcin Krukowski 79,19 m (PB)                                                       | Pavel Mialeshka 76,59 m                                                          |
| Lancer du marteau 6 kg   | Quentin Bigot 78,45 m (PB)                                                      | Serghei Marghiev 76,60 m (PB)                                                       | Elias Håkansson 74,99 m (PB)                                                     |
| Décathlon                | Kevin Mayer 8 124 pts (CR)                                                      | Mathias Brugger 7 853 pts (PB)                                                      | Johannes Hock 7 806 pts                                                          |

### Femmes
| Épreuves              | Or | Argent                                                                                            | Bronze                                                                                        |
| --------------------- | --- | ------------------------------------------------------------------------------------------------- | --------------------------------------------------------------------------------------------- |
| 100 m vent : +0,5 m/s | Jodie Williams 11 s 18 (CR)                                                                                 | Jamile Samuel 11 s 43 (PB)                                                                        | Tatjana Pinto 11 s 48 (SB)                                                                    |
| 200 m                 | Jodie Williams 22 s 94 (SB)                                                                                 | Jamile Samuel 23 s 31                                                                             | Jennifer Galais 23 s 55                                                                       |
| 400 m                 | Bianca Răzor 51 s 96 (PB)                                                                                   | Yulia Yurenya 53 s 03 (PB)                                                                        | Madiea Ghafoor 53 s 73                                                                        |
| 800 m                 | Anastasiya Tkachuk 2 min 02 s 73                                                                            | Rowena Cole 2 min 03 s 43 (PB)                                                                    | Ayvika Malanova 2 min 03 s 59 (PB)                                                            |
| 1 500 m               | Amela Terzić 4 min 15 s 40 (SB)                                                                             | Ciara Mageean 4 min 16 s 82 (SB)                                                                  | Ioana Doagă 4 min 20 s 73                                                                     |
| 3 000 m               | Amela Terzić 9 min 17 s 61 (PB)                                                                             | Esma Aydemir 9 min 19 s 61 (PB)                                                                   | Lisa Jäsert 9 min 30 s 23                                                                     |
| 5 000 m               | Esma Aydemir 16 min 12 s 16 (PB)                                                                            | Emelia Gorecka 16 min 13 s 04                                                                     | Annabel Gummow 16 min 14 s 62                                                                 |
| 100 m haies           | Nooralotta Neziri 13 s 34 (PB)                                                                              | Isabelle Pedersen 13 s 37 (SB)                                                                    | Ekaterina Bleskina 13 s 47 (PB)                                                               |
| 400 m haies           | Vera Rudakova 57 s 24                                                                                       | Aurélie Chaboudez 57 s 35 (PB)                                                                    | Maeva Contion 58 s 03 (PB)                                                                    |
| 3 000 m steeple       | Gesa Felicitas Krause 9 min 51 s 08 (SB)                                                                    | Gulshat Fazlitdinova 9 min 56 s 98 (PB)                                                           | Elena Panaet 10 min 17 s 37 (PB)                                                              |
| 10 000 m marche       | Elena Lashmanova 42 min 59 s 48 (WJR, CR)                                                                   | Svetlana Vasileva 44 min 52 s 98                                                                  | Anna Ermina 46 min 49 s 00 (PB)                                                               |
| 4 × 100 m             | Allemagne Alexandra Burghardt Katharina Grompe Tatjana Lofamakanda Pinto Anna-Lena Freese 43 s 42 (EJR, CR) | Italie Oriana De Fazio Irene Siragusa Anna Bongiorni Gloria Hooper 44 s 52                        | Royaume-Uni Marylyn Nwawulor Bianca Williams Jennie Batten Jodie Williams 45 s 00             |
| 4 × 400 m             | Royaume-Uni Katie Kirk Lucy James Amelia Clifford Kirsten McAslan 3 min 35 s 29                             | Pologne Patrycja Wyciszkiewicz Małgorzata Hołub Justyna Święty Magdalena Gorzkowska 3 min 35 s 35 | Allemagne Sabrina Häfele Stefanie Gotzhein Kim Carina Schmidt Christina Zwirner 3 min 36 s 26 |
| Saut en hauteur       | Mariya Kuchina 1,95 m (CR)                                                                                  | Airinė Palšytė 1,91 m (SB)                                                                        | Nadja Kampschulte 1,88 m (PB)                                                                 |
| Saut à la perche      | Angelica Bengtsson 4,57 m (CR)                                                                              | Lilli Schnitzerling 4,20 m                                                                        | Natalya Demidenko 4,20 m                                                                      |
| Saut en longueur      | Lena Malkus 6,40 m                                                                                          | Alina Rotaru 6,36 m                                                                               | Polina Yurchenko 6,11 m                                                                       |
| Triple saut           | Yana Borodina 14,00 m                                                                                       | Kristiina Mäkelä 13,67 m (PB)                                                                     | Hanna Aleksandrova 13,14 m                                                                    |
| Lancer du poids       | Lena Urbaniak 16,31 m                                                                                       | Anna Wloka 16,23 m (PB)                                                                           | Anna Rüh 16,01 m (PB)                                                                         |
| Lancer du disque      | Shanice Craft 58,65 m (PB)                                                                                  | Anna Rüh 58,10 m                                                                                  | Viktoriya Klochko 54,03 m                                                                     |
| Lancer du javelot     | Liina Laasma 55,99 m                                                                                        | Līna Mūze 55,83 m                                                                                 | Laura Henkel 55,37 m (PB)                                                                     |
| Lancer du marteau     | Barbara Špiler 67,06 m (CR, NR)                                                                             | Kıvılcım Kaya 66,74 m (PB)                                                                        | Alexia Sedykh 65,02 m (PB)                                                                    |
| Heptathlon            | Dafne Schippers 6 153 pts                                                                                   | Sara Gambetta 6 108 pts (PB)                                                                      | Laura Ikauniece 6 063 pts (PB)                                                                |

## Tableau des médailles
| Rang  | Nation | Or | Argent | Bronze | Total |
| ----- | ------ | -- | ------ | ------ | ----- |
| 1     | RUS    | 8  | 4      | 6      | 18    |
| 2     | GER    | 7  | 4      | 12     | 23    |
| 3     | GBR    | 6  | 5      | 4      | 15    |
| 4     | FRA    | 6  | 3      | 4      | 13    |
| 5     | ESP    | 2  | 0      | 2      | 4     |
| 6     | SRB    | 2  | 0      | 0      | 2     |
| 7     | POL    | 1  | 5      | 2      | 8     |
| 8     | TUR    | 1  | 3      | 0      | 4     |
| 9     | ITA    | 1  | 2      | 3      | 6     |
| 10    | NED    | 1  | 2      | 1      | 4     |
| 11    | ROU    | 1  | 1      | 2      | 4     |
| 11    | UKR    | 1  | 1      | 2      | 4     |
| 13    | LAT    | 1  | 1      | 1      | 3     |
| 14    | FIN    | 1  | 1      | 0      | 2     |
| 14    | SLO    | 1  | 1      | 0      | 2     |
| 16    | SWE    | 1  | 0      | 2      | 3     |
| 17    | AUT    | 1  | 0      | 0      | 1     |
| 17    | EST    | 1  | 0      | 0      | 1     |
| 17    | HUN    | 1  | 0      | 0      | 1     |
| 20    | BEL    | 0  | 2      | 0      | 2     |
| 20    | NOR    | 0  | 2      | 0      | 2     |
| 22    | AZE    | 0  | 1      | 1      | 2     |
| 22    | BLR    | 0  | 1      | 1      | 2     |
| 24    | DEN    | 0  | 1      | 0      | 1     |
| 24    | IRL    | 0  | 1      | 0      | 1     |
| 24    | LTU    | 0  | 1      | 0      | 1     |
| 24    | MDA    | 0  | 1      | 0      | 1     |
| 24    | MNE    | 0  | 1      | 0      | 1     |
| 29    | BUL    | 0  | 0      | 1      | 1     |
| Total | Total  | 44 | 44     | 44     | 132   |